# خانه عروسک (فیلم ۱۹۴۳)
خانه عروسک (اسپانیایی: Casa de muñecas‎) یک فیلم درام آرژانتینی به کارگردانی ارنستو آرانسیبیا است که در سال ۱۹۴۳ منتشر شد.